# Germaine Tailleferre
Germaine Tailleferre (Saint-Maur-des-Fossés, 1892. április 19. – Párizs, 1983. november 7.) francia zeneszerző, a francia Les Six zeneszerzői csoport tagja.

## Előszó
„Ami Marie Laurencin a szemnek, az Ő a fülnek” – mondta Jean Cocteau Germaine Tailleferre-ről, a Les Six csoport egyetlen hölgytagjáról, Georges Auric, Louis Durey, Arthur Honegger, Darius Milhaud és Francis Poulenc társaságában.
Hosszú ideig úgy tekintették Tailleferre művészetét, hogy az nem több, mint egy sor bájos zongoradarab, amelyet a két világháború között komponált, és hogy zeneszerzői pályája véget ért a II. világháborúval. Elfeledték, hogy e kis darabokon túl számos kamaraművet, dalokat, két zongoraversenyt, három etűdöt zongorára és zenekarra, egy hegedűversenyt, a lebilincselő Concerto grosso-t két zongorára, szaxofon kvartettre, nyolc énekhangra és zenekarra, négy balettet, négy operát, két operettet és számtalan további művet írt kis együttesekre és nagy zenekarra, többségüket 1945. és halálának éve, 1983. között. A legutóbbi időkig azonban életművének igen nagy része kiadatlan maradt, köztük a két gitárra és zenekarra írt versenymű, amelyet Chris Bilobram és Christina Altmann fedezett fel és vett lemezre 2004-ben, Németországban. Csak most tudjuk felmérni igazán műveinek mennyiségét és értékelni a helyét a 20. század francia zeneművészetében.

## Élete
Germaine Tailleferre 1892. április 19-én született Saint-Maur-des-Fossés-ban (Val-de-Marne) Marcelle Taillefesse néven. Édesanyját, Marie-Désirée Taillefesse-t apja arra kényszerítette, hogy szakítson jegyesével és menjen férjhez a fiatal Arthur Taillefesse-hez, azon egyszerű okból, hogy ugyanaz volt a vezetéknevük. Ez a megrendezett házasság meglehetősen boldogtalan volt, Marie-Désirée egyetlen vigaszát a gyermekei jelentették.
A fiatal Germaine édesanyjától kezdett zongorát tanulni és igen korán komponálta első rövid darabjait. Apja akarata ellenére és tudta nélkül beiratkozott a párizsi konzervatóriumba, zongora és szolfézs szakra, majd szolfézsben első díjas lett. Ez a siker megtörte apja ellenállását, így hozzájárult tanulmányai folytatásához, annak költségeihez azonban továbbra sem… Germaine, lelkében némi bosszúvággyal, családi nevét a kissé merész és nevetséges Taillefesse-ről a vonzóbb Tailleferre-re változtatta.
1912-ben ismerte meg Darius Milhaud-t, Georges Auric-ot és Arthur Honeggert a párizsi konzervatóriumban, eljárt a Montmartre és a Montparnasse művészi köreibe, megismerkedett Guillaume Apollinaire-rel, Marie Laurencin-nel, Paul Fort-ral, Fernand Léger-vel és a szobrász Emmanuel Centore-ral, aki feleségül vette nővérét, Jeanne-t. 1913-ban első díjat kapott összhangzattanból, 1915-ben pedig fúga tanulmányokból.
Szintén a konzervatóriumban kötött barátságot a hárfaművész Caroline Luigini-Tardieu-vel, Alexandre Luigini zeneszerző és karmester leányával, aki akkoriban Alphonse Hasselmans hárfaprofesszor tanársegéde volt. Neki komponálta Le Petit Livre de harpe de Madame Tardieu című, 18 rövid hárfa darabból álló összeállítását (1913-1917).
Baráti köre is kibővült 1917-ben Picasso-val és Modiglianival. E festők valamelyikének műtermében került sor a Nouveaux Jeunes csoport első hangversenyére 1918. január 15-én Francis Poulenc és Louis Durey részvételével. Itt előadták Jeux de plein air című két zongorára írt művét és vonósnégyesre írt szonatináját (Sonatine pour quatuor à cordes); ebből lett később egy harmadik tétel hozzáadásával a Vonósnégyes.
Henri Collet zenekritikushoz kötődik a Les Six zeneszerzői csoport létrehozásának ötlete, az Orosz ötök mintájára: a Comœdia című lapban 1920-ban publikált két cikkében vetette fel a gondolatot. Bár a csoport közös alkotó tevékenysége igen szerény volt, életük végéig jó barátok maradtak, mi több: gyermekeik a mai napig találkozgatnak egymással. Az a szóbeszéd, hogy Louis Durey lett volna az oka a csoport eróziójának és szétesésének (azzal, hogy visszautasította a részvételt Cocteau balettjének, a Mariés de la tour Eiffel című balett zenéjének közös megírásában), így nem igaz. A feladatot eredetileg Auric kapta, de kifutván az időből, megkérte csoportbeli barátait a közreműködésre. Durey, azon egyszerű oknál fogva, hogy akkoriban nem tartózkodott Párizsban, nem vett részt a projektben. Az viszont igaz, hogy ezzel ellentétbe került Cocteau-val, és 1924-ben ki is lépett a csoportból.
Tailleferre a Première Sonate pour violon et piano című darabját a híres hegedűművész Jacques Thibaud számára írta, akivel jó barátságban volt. A művet 1922-ben mutatta be Thibaud és Alfred Cortot, Párizsban. 1923-ban a híres Ballets suédois (Svéd balett) mutatta be sikerrel Le Marchand d'oiseaux című neoklasszikus balettjét. A neves mecénás, Winnaretta Singer, princesse de Polignac ugyanilyen stílusú zongoraversenyt rendelt tőle; ennek sikeres premierje is Alfred Cortot nevéhez fűződik, 1925-ben, Philadelphiában.

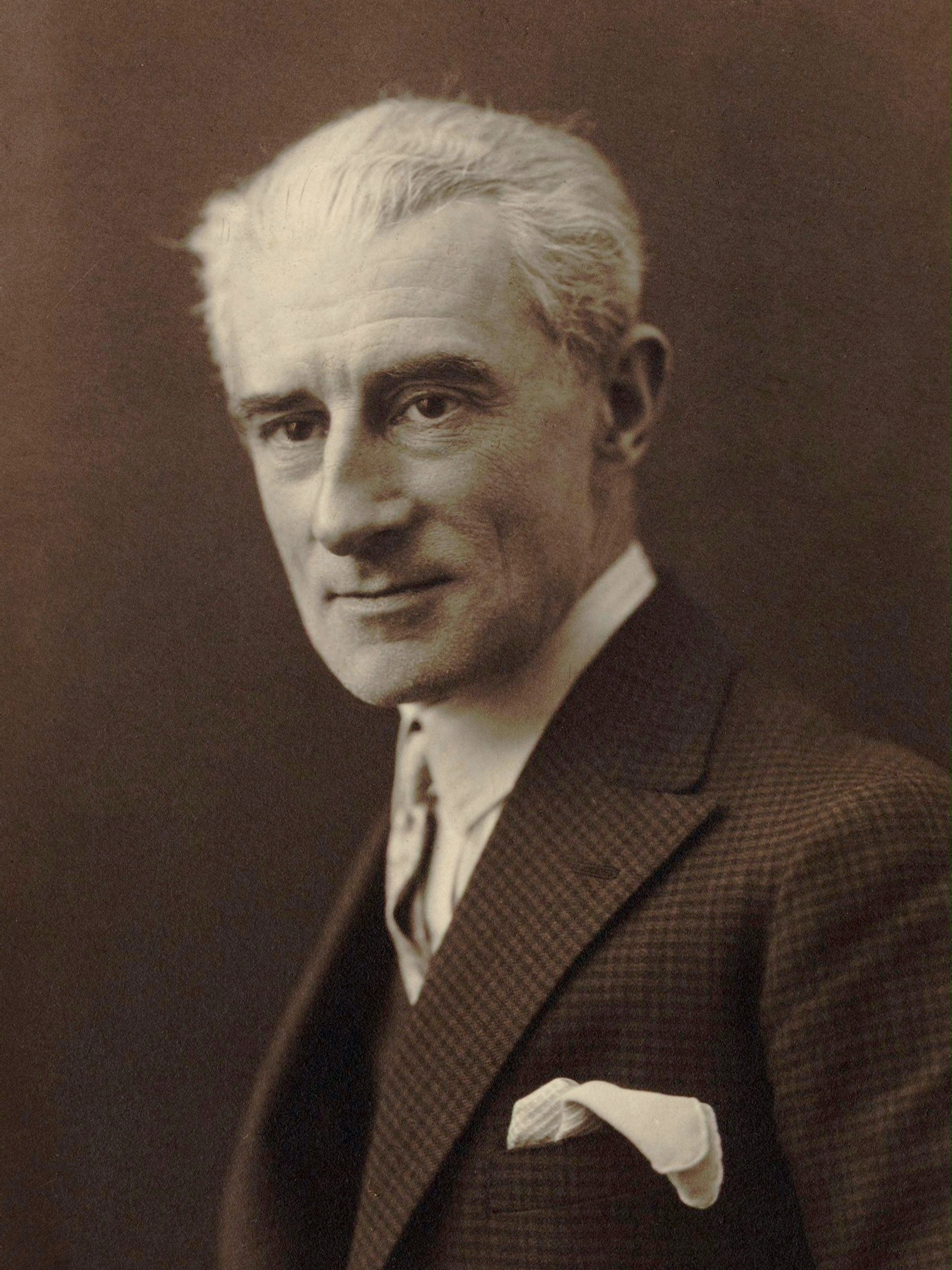
Maurice Ravel (1925)

Ebben az időszakban Tailleferre egyre több időt töltött Maurice Ravel társaságában, Montfort-l’Amaury-ban. Saint-Jean-de-Luz-ban, Biarritz-hez közel találkoztak 1919-1920-ban. Ravel, aki érdeklődött a fiatal zeneszerzők iránt, tanácsokkal látta el mind a komponálással, mind a hangszereléssel kapcsolatban, és bátorította, hogy készüljön fel a Római-díjra. Ezek a rendszeres találkozások, melyeket gyakran Montfort környéki sétákkal fűszereztek , mindig hosszú és fárasztó órákkal végződtek a zongora mellett; 1930-ban aztán rejtélyes okból véget értek. Tailleferre nem találkozott többé Ravellel, és soha nem beszélt az okáról, még közeli barátainak sem.
1925-ben Tailleferre házasságot kötött az amerikai karikaturista Ralph Bartonnal és Manhattanba költözött. Itt közeli ismeretségbe került férje barátaival, különösen Charlie Chaplinnel. Ebben az időszakban írta Concertino pour harpe (Concertino hárfára) című művét, férjének ajánlva. Férje nem méltányolta felesége sikereit és ez nem teremtett kedvező légkört a komponáláshoz. 1927-ben Barton kívánságára a pár Franciaországba költözött, és a zeneszerző elfogadta Paul Claudel felkérését, hogy írjon zenét a tudós Marcellin Berthelot tiszteletére költött ódájához (Sous le rempart d’Athènes – Athén bástyái alatt). Tailleferre szintén elkészült a La Nouvelle Cythère című balettel, amelyet az Orosz balett (Ballets russes) 1929-es évadjára szánt, de a bemutató elmaradt Gyagilev váratlan halála miatt.
1929-ben házassága is véget ért Ralph Bartonnal, aki Amerikába való visszatérése után néhány hónappal öngyilkos lett. Az ebben az időben komponált Six chansons françaises (Hat francia dal) olyan 15-18. századi szövegeken alapulnak, melyek rossz sorsú nőkről szólnak. Mindegyik művét egy-egy barátnőjének ajánlotta. Ezek a dalok a feminizmus ritka példái Tailleferre életművében.
1931-et a zeneszerző Zoulaina című vígoperájának szentelte, amelyet soha nem adtak elő, és amely csak kéziratban maradt fenn, kivéve a híres nyitányt (Ouverture), mely egyike Tailleferre leggyakrabban játszott műveinek. Ez évben hozta világra egyetlen gyermekét, Françoise-t, aki a francia jogásszal, Jean Lageat-val folytatott viszonyából származott akivel a következő évben aztán frigyre lépett. És már megint: a házasság nem volt jótékony hatással alkotó munkájára, új férje sem támogatta zeneszerzői tevékenységében. Ennek ellenére Tailleferre nagyon termékeny maradt a komponálásban. Ebben az időszakban szerezte a Suite pour orchestre de chambre (Szvit kamarazenekarra), Divertissement dans le style de Louis XV (Divertimento XV. Lajos stílusában) című műveit, hegedűversenyét (Concerto pour violon), amelynek eredeti változata elveszett. A Deuxième Sonate pour violon et piano (2. hegedű-zongora szonáta) ennek egy szűkített változata, kadencia nélkül. Szintén e korszak termése a Concerto grosso pour deux pianos, quatuor de saxophones, huit voix solistes et orchestre (Concerto grosso két zongorára, szaxofon kvartettre, nyolc szóló énekhangra és zenekarra), 1934-ből. Szintén ebben az időszakban kezdte el filmzenéinek hosszú sorát. 1937-ben Paul Valéry-vel együttműködve írta meg Cantate du Narcisse című kantátáját, szopránra, baritonra, női kórusra és vonósokra. 1938-ban George Enescu vezényelte hegedűversenyének bemutatóját az Egyesült Államokban.
1942 elején fejezte be Trois Études pour piano et orchestre című művét, amelyet a neves francia zongoraművésznőnek, Marguerite Longnak és barátjának, François Langnak dedikált. A német hatalomátvétel után nővérével együtt elhagyták Franciaországot. Spanyolországon át Portugáliába mentek, ahonnan áthajóztak ez Egyesült Államokba. A háború éveit Philadelphiában vészelték át. Keveset komponált ebben az időszakban, minden idejét lekötötte kislánya. Ez időben keletkezett Ave Maria című kórusa, a cappella női karra, amelyet a Swarthmore College-ban be is mutattak, de sajnos, elveszett.
Tailleferre 1946-ban tért vissza hazájába és Grasse-ban, Nizza közelében telepedett le. Házassága Lageat-val megromlott, de nem váltak el. Hazatérése utáni első fontosabb műve a Paris-Magie című balett volt, amelyet a párizsi Opéra-Comique-ban, 1949-ben. Ezt követte a Il était un petit navire (Volt egyszer egy kis hajó) című opéra-comique, Henri Jeanson szürreális librettójára. A darab, amelyen a színházigazgató és a karmester számos húzást hajtott végre, igen rossz kritikákat kapott, így aztán csak rövid ideig maradt műsoron és nem is publikálták. Ekkoriban írta 2. zongoraversenyét is, amely elveszett, híres hárfaszonátáját (Sonate pour harpe), a Concertino pour flûte, piano et orchestre (Concertino fuvolára, zongorára és zenekarra), a Parfums című zenés komédiáját (1951), amely szintén elveszett, és a Parisiana című balettet, amelyet Koppenhágában mutattak be, 1953-ban.
1955-ben Lageat és Tailleferre hivatalosan is elvált, leányuk, Françoise pedig megszülte gyermekét, Elivre de Rudder-t. Ugyanebben az évben a zeneszerző elkészítette négy rövid opéras-comique-ból álló szériáját a Radio France számára, melynek címe Du style galant au style méchant (A gáláns stílustól a gonoszig) volt. A következő években keletkezett a Concerto des Vaines Paroles (A hiábavaló szavak concertója) Jean Tardieu szövegére, amely szintén elveszett, kivéve az első, "Allegro Concertant" tétel átiratát. 1957-ben a dodekafóniával való rövid kísérletezés után írta La Petite Sirène (A kis szirén) című operáját, a Sonate pour clarinette solo-t (Szonáta szóló klarinétra) és a Toccata pour deux pianos-t (Toccata két zongorára), Gold & Fitzdale duó számára. Ez az időszak a Le Maître (A Mester) című operával zárult, mely Eugène Ionesco azonos című egyfelvonásos színpadi művén alapult. Időközben leányának magánéleti problémái miatt ő lett unokájának gyámja.
Az 1960-as években számos televíziós és mozifilmhez komponált zenét, de ekkor írta Concerto pour deux guitares-t (Concerto két gitárra) és a Hommage à Rameau-t (Hódolat Rameau-nak), két zongorára és két ütőhangszeresre. Bernard Lefort baritonénekessel (aki később a Párizsi Opera igazgatója lett) duót alakított és egész Európát végig turnézták. 1970-ben a párizsi Schola Cantorum professzora lett, de tanulók hiányában le kellett mondania. Közös barátaik révén ismerkedett meg Désiré Dondeyne-nel, jeles zeneszerzővel és karmesterrel, aki darabok írására kérte fel a zenekara számára és segítette néhány projektjének tető alá hozásában.

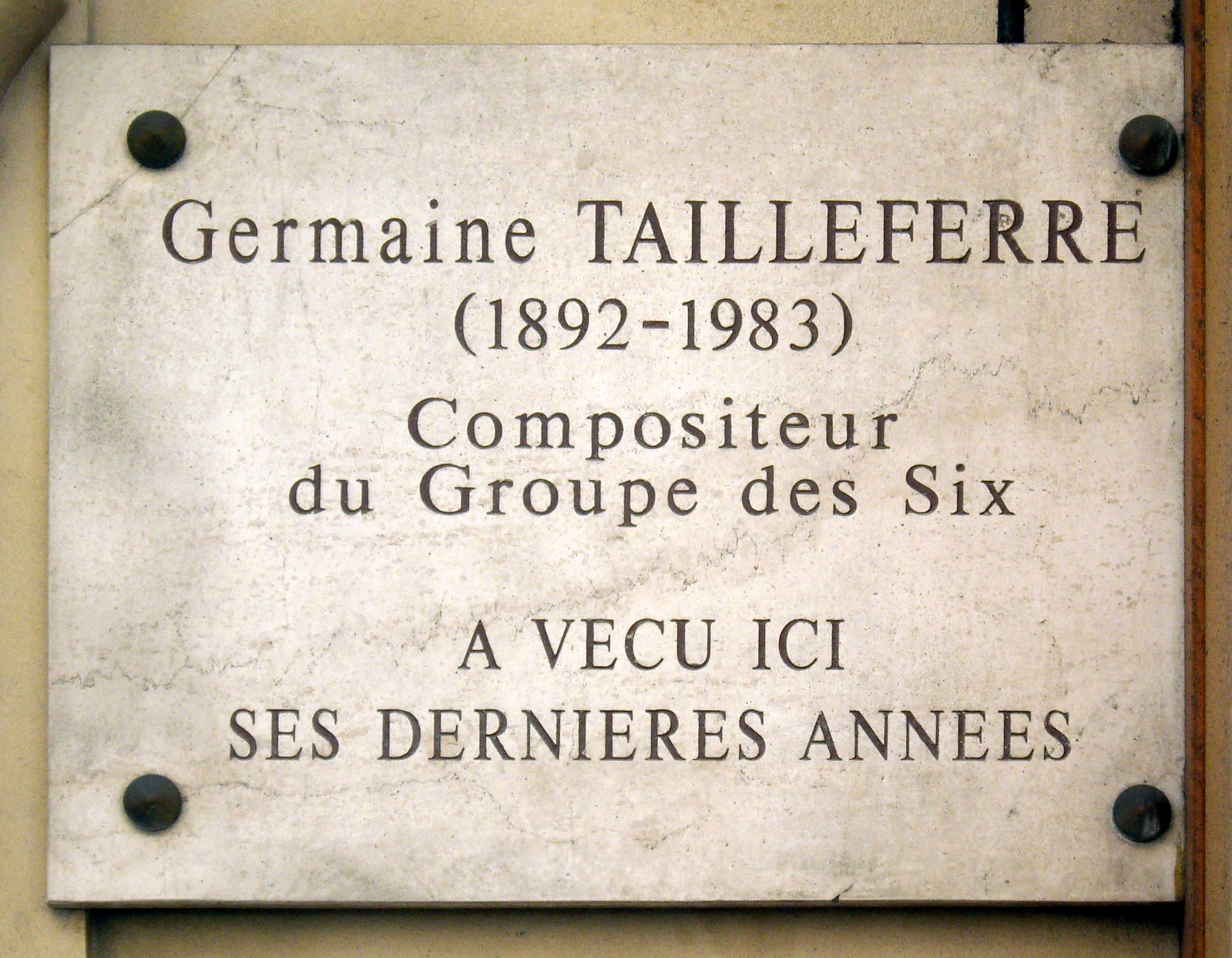
Emléktáblája Párizsban, a Rue d'Assas 87. alatt.

Az 1970-es évek elejétől egyre nehezebbé vált számára eltartani saját magát és unokáját, ezért 1976-ban, 84 évesen elvállalta az École alsacienne-ben, Párizs egyik leghíresebb privát zene- és mozgásművészeti iskolájában, a tanulók zongorakíséretét. Ez a poszt egy kis plusz jövedelmet is jelentett számára, lehetővé tette, hogy otthonról kimozdulva is aktívan tevékenykedjen, és hogy befejezze műveinek utolsó sorozatát, köztük a Sonate pour deux pianos-t (Szonáta két zongorára), a Sérénade en la mineur-t (A-moll szerenád) négy fúvós hangszerre és zongorára vagy clavecinre, a Choral et Variations-t (Korál és változatok) két zongorára és zenekarra, a Les Vaines paroles (Hiábavaló szavak) című allegro concertant-ot és a Sonate champêtre (Falusi szonáta) oboára B-klarinétra, fagottra és zongorára. Utolsó fontos művét 89 évesen írta a francia Kulturális Minisztérium felkérésére, amelyet leginkább egy könyörületes gesztusnak szántak: a Concerto de la fidélité (A hűség concertója) szoprán hangra és zenekarra, két korábbi munkájának (a Hárfaszonáta és egy korábbi, szoprán hangra és zenekarra írt darab) átdolgozásából született. A hangszerelést a már említett Désiré Dondeyne végezte.
Tailleferre egészen a halálát megelőző néhány hétig komponált. 1983. november 7-én hunyt el Párizsban és Quincy-Voisins köztemetőjében nyugszik, Meaux közelében.

## Művei
Tailleferre műveinek hat katalógusa is létezik, amelyek azonban sem a művek számozását, sem címeiket illetően nincsenek összhangban egymással. Ezek egyike az a lista, amely Georges Hacquard könyvében (Germaine Tailleferre : La Dame des Six – Germaine Tailleferre: A Hatok hölgytagja, L'Harmattan, 1999) szerepel, azonban a művek nem a komponista által adott címeket viselik. A jegyzék, amit az alábbiakban közreadunk, három fő forrásra támaszkodik:
1. az a katalógus, amelyet maga a zeneszerző bocsátott a SACEM (Société des auteurs, compositeurs et éditeurs de musique, francia zenei szerzői jogi szervezet) rendelkezésére, számítógépes illetve papír alapú listákon
2. azok a művek, amelyeket könnyű beazonosítani: publikált kompozíciók, filmzenék, televíziós és rádiós darabok zenéi, amelyek az INA (Institut national de l'audiovisuel) illetve a BNF (Bibliothèque nationale de France) nyilvántartásaiban megtalálhatók
3. az a Robert Orledge zenetudós által összeállított katalógus (A Centenary Appraisal, Muziek & Wetenshap, 1992), amely minden általa tanulmányozott kézirat teljes és szigorú leírását adja: hely, oldalszám, formátum, stb.

Ez utóbbi katalógus volt a vezérfonál az alábbi lista összeállításánál, a művek keletkezésének dátuma szerinti felépítésben.
- 1909 : Impromptu pour piano (Impromptu zongorára)
- 1910 : Premières Prouesses, zongorára, négy kézre
- 1910 : Morceau de lecture pour harpe (Hangversenydarab hárfára)
- 1912 : Fantaisie sur un thème de G. Cassade (Fantázia G. Cassade egy témájára), zongorás kvintettre
- 1913 : Berceuse pour violon et piano (Bölcsődal hegedűre és zongorára)
Ezt a művet Henri Dallier professzornak ajánlotta, aki a párizsi konzervatóriumban volt akkoriban a tanára. A darab a Le Monde musical-ban jelent meg, 1914-ben és úgy értékelték Tailleferre zenéjét, hogy „Schumann és Fauré szerencsés hatását tükrözi”.
- 1913 : Romance pour piano (Románc zongorára[10])
- 1913-1917 : Le Petit Livre de harpe de Mme Tardieu (Madame Tardieu kis hárfás könyve), amelyet Caroline Luigini-Tardieu hárfaművész számára írt
- 1916-1917 : Trio pour piano, violon et violoncelle (Trió zongorára, hegedűre és csellóra)
(A mű háromtételes – Assez animé, Calme sans lenteur, Très animé – és a háború miatt nem mutatták be. A szerző csak 1978-ban foglalkozott vele újra (ld.: 1978-as Trio).

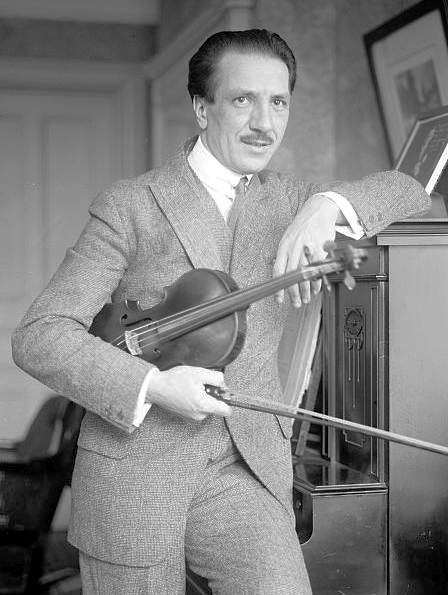
Jacques Thibaud, 1920 körül

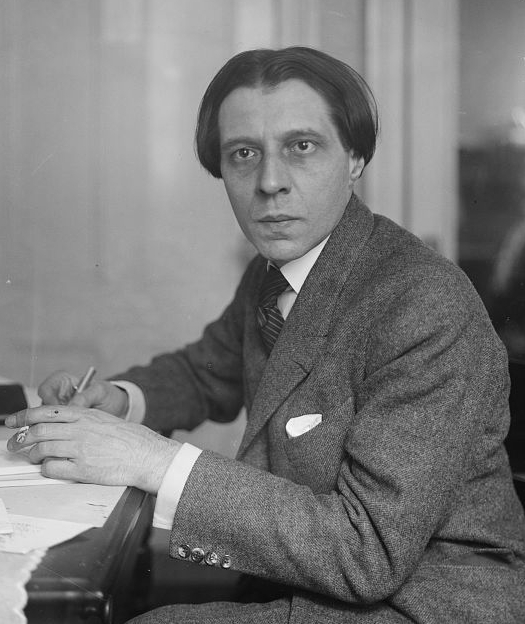
Alfred Cortot

- 1917 : Jeux de plein air (Játékok a szabadban), két zongorára és zenekarra
- 1917-1919 : Quatuor à cordes (Vonósnégyes);
- 1917 : Calme et sans lenteur (Nyugodtan, de nem lassan), hegedűre, csellóra és zongorára;[11]
- 1918 : Image (Kép), fuvolára, billentyűs hangszerre, zongorára és vonósokra
- 1918 : Image (Kép), zongorára, négy kézre
- 1919 : Pastorale (Pasztorál), zongorára
- 1920 : Morceau symphonique, (Szimfonikus darab), zongorára és zenekarra
- 1920 : Très Vite (Nagyon gyorsan), zongorára
- 1920 : Hommage à Debussy (Hódolat Debussynek, zongorára
- 1920 : Ballade (Ballada), zongorára és zenekarra
- 1920 : Fandango (Fandango), két zongorára
- 1921 : Les Mariés de la tour Eiffel : Quadrille / Valse des dépêches („Az Eiffel-torony jegyespárja” című balett két tétele), zenekarra
- 1921 : Première sonate pour violon et piano (1. hegedű-zongora szonáta)
A művet Jacques Thibaud számára írta, és ő is mutatta be Alfred Cortot-val, 1922. június 17-én, a Vieux-Colombier színházban.
- 1923 : Le Marchand d'oiseaux (A madárvásár), balett zenekarra
- 1923 : Concerto n° 1 pour piano et orchestre (1. zongoraverseny)
- 1924 : Adagio (Adagio), hegedűre és zongorára
Az 1. zongoraverseny Adagio tételének átirata, melyet Tailleferre és Claude Lévy hegedűművész mutatott be 1924. november 6-án.
- 1925 : Berceuse du petit éléphant (A kis elefánt bölcsődala), szóló énekhangra, kórusra és kürtökre
- 1925 : Mon cousin de Cayenne (Cayenne-i unokatestvérem), együttesre
- 1925 : Ban'da, kórusra és zenekarra
- 1927 : Concertino pour harpe et orchestre (Concertino hárfára és zenekarra);
- 1927 : Sous le rempart d'Athènes (Athén bástyái alatt), zenekarra
- 1928 : Deux valses pour deux pianos (Két keringő két zongorára)
- 1928 : Pastorale en la bémol (A-moll pasztorál), zongorára
- 1928 : Sicilienne (Siciliano), zongorára
- 1928 : Nocturne pour deux barytons et ensemble (Nocturne két baritonra és együttesre)
- 1929 : La Nouvelle Cythère (Tahiti), két zongorára és zenekarra
- 1929 : Six chansons françaises (Hat francia dal), énekhangra és zongorára
- 1929 : Pastorale en ut (C-dúr pasztorál), zongorára
- 1929 : Pastorale inca (Inka pasztorál), zongorára
- 1929 : Vocalise-étude (Vocalise etűd), szopránra és zongorára
- 1930 : Fleurs de France (Franciaország virágai), zongorára vagy vonószenekarra
- 1931 : Zoulaïna, opéra comique Charles Hirsch librettójára
- 1932 : Ouverture, (Zenekari nyitány)
- 1934 : Largo (Largo), hegedűre és zongorára
- 1934 : La Chasse à l'enfant (Gyerekvadászat, Jacques Prévert versére), énekhangra és zongorára
- 1934 : La Chanson de l'éléphant (Az elefánt dala), énekhangra és zongorára
- 1934 : Deux sonnets de Lord Byron (Lord Byron két szonettje), szopránra és zongorára
- 1934 : Concerto pour deux pianos, chœur, saxophones et orchestre (Concerto két zongorára, kórusra, szaxofonokra és zenekarra)
- 1935 : Divertissement dans le style Louis XV (Divertimento XV. Lajos stílusában), zenekarra
- 1935 : Les Souliers (A cipők), filmzene
- 1935 : Chanson de Firmin (Firmin dala, Henri Jeanson versére), énekhangra és zongorára
- 1936 : Cadences pour le Concerto pour piano n° 22 de Mozart (Kadencia Mozart Esz-dúr (K.482) zongoraversenyéhez);
- 1936 : Cadences pour le Concerto pour piano n° 15 de Haydn (Kadencia Haydn No. 15[12] zongoraversenyéhez)
- 1936 : Concerto pour violon et orchestre (Hegedűverseny)
A művet Yvonne Astruc hegedűművész mutatta be 1936. november 22-én, Párizsban, Pierre Monteux vezényletével.
- 1937 : Au pavillion d'Alsace (Elzászi vendéglőben), zongorára;[13]
- 1937 : Provincia (Provincia), filmzene
- 1937 : Symphonie graphique (Rajzolt szimfónia), filmzene
- 1937 : Sur les routes d'acier (Vasúton), filmzene
- 1937 : Terre d'effort et de liberté (A törekvés és a szabadság földje), filmzene
- 1937 : Ces dames aux chapeaux verts (Ezek a zöldkalapos hölgyek, Germaine Acremant regénye alapján), filmzene
- 1938 : Cantate du Narcisse (KantátaNarcissusról) , magas fekvésű baritonra,[14] szopránra, kórusra, vonósokra és üstdobra
- 1938 : Le Petit Chose (A kis izé), filmzene
- 1939 : Prélude et Fugue (Prelúdium és fúga, orgonára, trombitára és harsonára ad libitum
- 1940 : Bretagne (Bretagne), filmzene
- 1941 : Les Deux Timides (A két gyáva), filmzene
- 1942 : Trois études pour piano et orchestre (Három etűd zongorára és zenekarra)
- 1942 : Pastorale pour violon et piano (Pasztorál hegedűre és zongorára);[15]
- 1943 : Deux danses du marin de Bolivar (Bolívar matrózainak két tánca) , zongorára
- 1946 : Les Confidences d'un microphone (Egy mikrofon titkai), zongorára; rádiós zenemű
- 1946 : Intermezzo pour deux pianos (Intermezzo két zongorára);
- 1946 : Intermezzo pour flûte et piano (Intermezzo fuvolára és zongorára)
- 1946 : Coïncidences (Véletlen egybeesések), filmzene
- 1948 : Paris-Magie (Paris-Magie), balett zenekarra és két zongorára
- 1949 : Quadrille (Francia négyes), balett zenekarra
- 1949 : Paysages de France (Franciaország tájai), zenekari szvit
- 1949 : Paris sentimental (A szentimentális Párizs), énekhangra és zongorára Marthe Lacloche szövege alapján
- 1950 : Les Marchés du Sud (Vásárok Délen), filmzene
- 1951 : Deuxième sonate pour violon et piano (2. hegedű-zongora szonáta)
Az 1936-os Concerto átirata, az azt bemutató Yvonne Astruc-nek ajánlva. A szonátáról 1951-ben készült felvétel a komponista és Jane Gautier hegedűművész előadásában, a Maison de la Radio-ban.
- 1951 : Parfums' (Parfümök), zenés komédia
- 1951 : Il était un petit navire (Volt egyszer egy kis hajó), opéra comique, Henri Jeanson szövegére
- 1951 : Il était un petit navire (Volt egyszer egy kis hajó), szvit két zongorára
- 1951-1954 : La Bohème éternelle (Az örök bohém), színpadi zene
- 1951 (?) : Chant chinois (Kínai dal), zongorára
- 1951 : Concerto n° 2 pour piano et orchestre (2. zongoraverseny)
- 1952 : Sarabande de la Guirlande de Campra (Sarabande a Guirlande De campra című alkotásból – a Le Six csoport egyik, részleges együttműködésben készült művéből), zenekarra
- 1952 : Seule dans la forêt (Egyedül az erdőben), zongorára
- 1952 : Dans la clairière, zongorára
- 1952 : Concertino pour flûte, piano et orchestre à cordes (Concertino fuvolára, zongorára és vonószenekarra)
- 1952 : Sicilienne pour flûte et deux pianos (Siciliano fuvolára és két zongorára);
- 1952 : Le Roi de la création (A teremtés királya), filmzene
- 1952 : Valse pour le funambule (Kötéltáncos keringő), zongora
- 1952 : Caroline au pays natal (Caroline a szülőföldjén), filmzene
- 1952 : Caroline au palais (Caroline a palotában), filmzene
- 1952 : Conférence des animaux (Az állatok tanácskozása), rádiós zene
- 1953 : Caroline fait du cinéma (Caroline filmet forgat), filmzene
- 1953 : Cher vieux Paris (Drága, öreg Párizs), filmzene
- 1953 : Caroline du Sud (Dél-Karolina), filmzene
- 1953 : Gavarni et son temps (Gavarni[16] és kora), TV-műsor zenéje
- 1953 : Parisiana (Parisiana), balett zenekarra
- 1953 : Sonate pour harpe (Hárfaszonáta)
- 1953 ? : Entre deux guerres (Két háború között), filmzene
- 1954 : L'Aigle des rues (Az utcák sasmadara), szvit zongorára
- 1954 : Fugue pour orchestre (Fúga zenekarra)
- 1954 : Charlie (Charlie), keringő zongorára
- 1954 : Deux pièces pour piano (Két darab zongorára)
- 1955 : Une rouille à l'arsenic (Arzénnel kezelt himlő), énekhangra és zongorára, Denise Centore szövege alapján
- 1955 : La Rue Chagrin (Bánat utca[17]), énekhangra és zongorára
- 1955 : Du style galant au style méchant (A gáláns stílustól a gonoszig), négy „zseb”opera (Le Bel Ambitieux , La Fille d'opéra, Monsieur Petitpois achète un château, La Pauvre Eugénie)
- 1955 : Ici la voix (Íme a hang), rádióműsor zenéje, zenekarra
- 1955 : C'est facile à dire (Könnyű azt mondani), énekhangra és zongorára
- 1955 : Déjeuner sur l'herbe (Ebéd a fűben), énekhangra és zongorára, Claude Marcy szövegére
- 1955 : L'Enfant (A gyermek), énekhangra és zongorára Claude Marcy, szövegére
- 1955 : Il avait une barbe noire (Fekete szakálla volt), énekhangra és zongorára, Claude Marcy szövegére
- 1956 : Concerto des vaines paroles (A hiábavaló szavak concertója), baritonra, zongorára és zenekarra, Jean Tardieu szövegére
- 1956 : L'Homme, notre ami (Az ember, a mi barátunk), filmzene
- 1956 : Le travail fait le patron (Gyakorlat teszi a mestert), filmzene
- 1957 : Les Plus Beaux Jours (A legszebb napok), filmzene
- 1957 : Histoires secrètes (Titkos történetek), rádióműsor zenéje
- 1957 : Petite suite pour orchestre (Kis szvit zenekarra)
- 1957 : La Petite Sirène (A kis szirén), opera, Philippe Soupault librettójára
- 1957 : Sonate pour clarinette solo (Szonáta szóló klarinétra)
- 1957 : Adalbert (Adalbert), rádióműsor zenéje
- 1957 : Toccata pour deux pianos (Toccata két zongorára)
- 1957 : Partita pour piano (Partita zongorára)
- 1957 : Tante Chinoise et les autres (A kínai nagynéni és a többiek), filmzene szóló fuvolára
- 1959 : Mémoires d'une bergère (Egy pásztorlány emlékiratai), rádióműsor zenéje
- 1959 : Le Maître (A Mester), kamara opera, Eugène Ionesco szövegére
- 1960 : Temps de pose (Expozíciós idők), rádióműsor zenéje
- 1960 : La Rentrée des foins (A szénásszekér hazaérkezése), filmzene
- 1960 : Les Requins sur nos côtes (Cápák a partjainknál), filmzene
- 1961 : Les Grandes Personnes (A nagy egyéniségek), filmzene
- 1962 : Au paradis avec les ânes (Szamarakkal a Paradicsomba), TV-műsor zenéje, Francis Jammes versére;[18][19]
- 1962 : Pancarte pour une porte d'entrée (Plakát egy bejárati ajtóra), énekhangra és zongorára, Robert Pinget szövegére
- 1962 : Partita pour hautbois, clarinette, basson et cordes (Partita oboára, klarinétra, fagottra és vonósokra)
- 1963 : L'Adieu du cavalier (A lovag búcsúja), Francis Poulenc emlékére, énekhangra és zongorára Guillaume Apollinaire versére
- 1964 : Évariste Galois ou l'Éloge des mathématiques (Évariste Galois, avagy a matematika dicsérete), TV-műsor zenéje
- 1964 : Hommage à Rameau (Hódolat Rameau-nak), két zongorára és négy ütőhangszerre
- 1964 : Sans merveille (Nem csoda), TV-műsor zenéje
- 1964 : Sonata alla Scarlatti (Szonáta Scarlatti stílusában), hárfára
- 1964 ? : Concerto pour deux guitares et orchestre (Concerto két gitárra és zenekarra)
- 1966 : Anatole (Anatole), TV-műsor zenéje
- 1969 : Amertume (Keserűség), fuvolára, oboára, klarinétra, kürtre, hárfára és vonósokra
- 1969 : Angoisse (Aggodalom), kamarazenekarra
- 1969 : Entonnement, oboára, hárfára, zongorára és vonósokra
- 1969 : Jacasseries (Pletyka), fuvolára, oboára, klarinétra, csellóra, hárfára és vonósokra
- 1970 : Impressionnisme (Impresszionizmus), fuvolára, két zongorára és nagybőgőre, filmzene
- 1972 : Barbizon (Barbizon), zongorára
- 1972 : Forlane (Forlane[20]), fuvolára és zongorára
- 1972 : Sonate champêtre (Falusi szonáta), oboára, klarinétra, fagottra és zongorára
- 1973 : Arabesque (Arabeszk), klarinétra és zongorára
- 1973 : Choral pour trompette et piano (Korál trombitára és zongorára)
- 1973 : Gaillarde pour trompette et piano (Gaillarde trombitára és zongorára)
- 1973 : Rondo pour hautbois et piano (Rondo oboára és zongorára)
- 1973 : Sonatine pour violon et piano (Szonatina hegedűre és zongorára)
Az Aix-en-Provence-i fesztivál felkérésére készült, a bemutatón Devy Erlih (hegedű) és Léa Roussel (zongora) adta elő. Ez a szerző 3. hegedű-zongora szonátája.
- 1974 : Sonate pour deux pianos (Szonáta két zongorára)
- 1974-1975 : Sonate pour piano à quatre mains (Zongoraszonáta négy kézre)
- 1974-1975 : Symphonietta pour trompette, tympani et cordes (Szimfonietta trombitára, üstdobra és vonósokra)
- 1975 : Allegretto pour trois clarinettes (ou trompettes ou saxophones) et piano (Allegretto három klarinétra (vagy trombitára, vagy szaxofonra) és zongorára)
- 1975 : Escarpolette (Hinta), zongorára
- 1975 : Menuet pour hautbois (clarinette ou saxophone) et piano (Menüett oboára (vagy klarinétra, vagy szaxofonra) és zongorára)
- 1975 : Piémont des Pyrenées françaises, filmzene
- 1975 : Singeries (Bohóckodás), zongorára
- 1975-1978 Trois sonatines pour piano (Három szonatina zongorára)
- 1975-1981 : Enfantines (Gyermekségek) , zongorára
- 1976 : Choral et fugue pour orchestre d'harmonie (Korál és fúga orchestre d'harmonie-ra,[21] a hangszerelést Paul Wehage végezte
- 1976 : Marche pour orchestre d'harmonie (Induló orchestre d'harmonie-ra), a hangszerelést Désiré Dondeyne végezte
- 1976-1977 : Sérénade en la mineur (A-moll szerenád), négy fúvós hangszerre és zongorára vagy clavecinre
- 1977 : Aube (Pirkadat), szoprán szólóra és kórusra a cappella
- 1977 : Nocturne pour orgue (Nocturne orgonára)
- 1977 : Suite divertimento (Divertimento szvit), zongorára vagy orchestre d'harmonie-re
- 1977 : Trois chansons de Jean Tardieu (Három Jean Tardieu-dal), énekhangra és zongorára Jean Tardieu verseire
- 1977 : Un bateau en chocolat (Csokoládéhajó), énekhangra és zongorára, Jean Tardieu versére
- 1978 : Trio pour violon, violoncelle et piano (Trió hegedűre, csellóra és zongorára)
A francia Kulturális Minisztérium felkérésére. Germaine Tailleferre átvette az 1917-es Trio 1. és 3. tételét és közéjük illesztett két új tételt: Allegro vivace és Moderato.
- 1979 : Choral et deux variations pour vents ou quintette de cuivres (Korál és két variáció fúvósokra vagy rézfúvós kvintettre)
- 1979 : Choral et variations pour deux pianos ou orchestre (Korál és változatok két zongorára vagy zenekarra)
- 1979 : Menuet en fa pour hautbois, clarinette, basson et piano (F-dúr menüett oboára, klarinétra, fagottra és zongorára)
- 1979 : Sarabande pour deux instruments ou piano (Sarabande két hangszerre vagy zongorára)
- 1980 : Suite burlesque (Burleszk szvit), zongorára, négy kézre
- 1981 : Concerto de la fidélité (A hűség concertója), szoprán hangra és zenekarra
- 1982 : Vingt leçons de solfège (Húsz szolfézs lecke), énekhangra és zongorára

Forrás : Georges Hacquard, La Dame et l'Archet, CD ismertető szövege, Timpani, 2002.

## Emlékezete
Egy utca viseli a nevét Arcueil-ben 1987 óta, egy másik pedig Quincy-Voisins-ben 2003 novemberétől. Szintén van Germaine-Tailleferre utca Vitry-sur-Seine-ben, Bobigny-ben, Tours-ban és Párizs XIX. kerületében, a Cité de la Musique közelében.

## Fordítás
- Ez a szócikk részben vagy egészben  a   Germaine Tailleferre című francia Wikipédia-szócikk ezen változatának fordításán alapul.  Az eredeti cikk szerkesztőit annak laptörténete sorolja fel. Ez a jelzés csupán a megfogalmazás eredetét és a szerzői jogokat jelzi, nem szolgál a cikkben szereplő információk forrásmegjelöléseként.